# 大岛渚

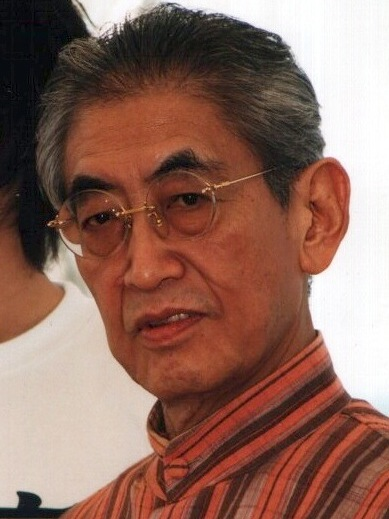
大島渚（攝於2000年第53屆坎城影展）

大岛渚（1932年3月31日—2013年1月15日），日本電影導演，作品以藝術另類、前衛新銳著稱。與黑澤明、小津安二郎兩導演齊名國際，屢獲國際影展大獎。其妻为女演员小山明子。

## 生平
大島於岡山縣玉野市出生，京都市立洛阳高等学校（现京都市立洛阳工业高等学校）毕业后进入京都大学法学部。大学在读期间从师豬木正道。任京都府学联委员长，法学部助手考试未能通过。
1954年京都大学毕业后进入松竹，在松竹大船製片廠任副导演。以《青春残酷物语》、《太阳坟场》（1960年）等杰作成为松竹新一代导演的代表。1960年，为抗议以反对《美日安保条约》的改定、批准的“安保斗争”为舞台的作品《日本的夜与雾》被中止上映退出松竹，此后仍有多個作品，包括極具爭議、改編自日本真實刑案「阿部定事件」（身為情婦的阿部在勒死男友後割掉男友陽具）的《感官世界》（1976年）、以二次大戰為題的《戰場上的快樂聖誕》（1983年）、《马克斯，我的爱》（1986年）等。1980年代後作为电视评论员亦表现活跃。1997年2月，在英國倫敦希斯洛國際機場發生中風。1999年，最後一部執導的作品，由北野武主演的《御法度》上映。
2013年（平成25年）1月15日，大島在神奈川縣藤澤市的醫院因肺炎病逝，享壽80歲，戒名「大喝無量居士」。身後葬於鎌倉市建長寺回春院。

## 紀念
2019年12月4日，大岛渚遺孀小山明子與Pia影展理事長矢内廣在日本外國特派員協會召開記者會宣佈將創設「大島渚獎」。由坂本龍一擔任審查長、黑澤清與荒木啓子擔任審查委員，以居住在日本，並且執導並公映至少三部電影作品的導演為選拔對象。

## 導演作品
- 1959年：《愛與希望之街（英语：A Town of Love and Hope）》
- 1960年：
  - 《青春殘酷物語》
  - 《太陽的墓場》
  - 《日本夜與霧》
- 1961年：《飼養》
- 1962年：《天草四郎時貞》
- 1963年：《小冒險旅行（日语：小さな冒険旅行）》
- 1964年：《我是貝雷特（日语：私のベレット）》
- 1965年：
  - 《喜悅（日语：悦楽）》
  - 《李潤福的日記（日语：ユンボギの日記）》
- 1966年：《白晝的惡魔（英语：Violence at Noon）》
- 1967年：
  - 《日本春歌考》
  - 《忍者武藝帳》
  - 《被迫情死的日本之夏》
- 1968年：
  - 《歸來的醉漢》
  - 《絞死刑》
- 1969年：
  - 《少年》
  - 《新宿小偷日記》
- 1970年：《東京戰爭戰後秘史》
- 1971年：《儀式》
- 1972年：《夏之妹》
- 1976年：《感官世界》
- 1978年：《愛的亡靈》– 第31屆坎城影展最佳導演獎
- 1983年：《俘虜》
- 1986年：《馬克斯我的愛（英语：Max, Mon Amour）》
- 1999年：《御法度》

## 外部連結
- The Internet Movie Database: 大島渚（页面存档备份，存于）
- 日本映画データベース（页面存档备份，存于）